# Korányi Sándor

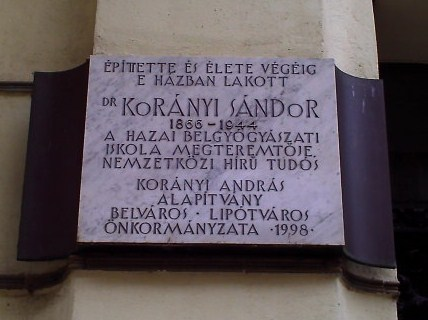
Korányi Sándor emléktáblája egykori lakhelyén (V. ker., Váci u. 42)

Báró tolcsvai Korányi Sándor (Pest, 1866. június 18. – Budapest, 1944. április 12.) orvos, egyetemi tanár, az MTA tagja, Korányi Frigyes belgyógyász-professzor fia, szakíró, felsőházi tag.

## Életpályája
Tanulmányait Budapesten végezte. Több ízben hosszabb ideig tartózkodott külföldön, ahol különösen élet- és kórtani vizsgálatokkal foglalkozott. 1889-tőlt apja klinikáján működött. 1891–1892-ben egy évig helyettes tanárként élettant adott elő az állatorvosi akadémián. 1893-ban az idegkórtan egyetemi magántanárává habilitálták. 1895-ben az I. belgyógyászati klinikán adjunktussá nevezték ki, majd a Stefánia gyermekkórházban az idegbetegek rendelő orvosa lett. 1895-tőt az István Kórházban belgyógyász főorvos. 1893–94-ben az ideggyógyászat magántanára a budapesti egyetemen. 1900-tól rendkívüli tanár, 1907-től a belgyógyászati diagnosztika, az 1908–09. tanévtől pedig a belorvostan tanára. 1927-től a budapesti egyetem orvoskara képviseletében felsőházi tag. A lyoni, a boroszlói, a szegedi és a pécsi egyetemek doktora. Az Academia Leopoldina tiszteletbeli tagja. 1936-ban klinikáját feloszlatták és nyugdíjazták. 1930-ban Magyar Corvin-lánc kitüntetést, 1937-ben Kaczvinszky János-plakettet kapott.
Vezető belgyógyászok kerültek ki iskolájából.

## Szakíróként
Korányi a modern veseélettan és vesekórtan nemzetközileg elismert egyik megalapítója; a veseelégtelenség fogalmát ő határozta meg elsőként, és vezette be az annak megállapítására alkalmas vizsgáló eljárást, a vér és a vizelet fagyáspontcsökkenésének mérését. Ezzel megszilárdította a funkcionális szemléletet. Egyike az elsőknek, akik fizikai-kémiai módszereket alkalmaztak az orvostanban. 
A vesebetegségek gyógyítása terén is alapvető tevékenységet végzett. Kutatásai nagymértékben tisztázták a vizenyő keletkezésének mechanizmusát is. Élettani kutatásai is nemzetközi jelentőségűek. 
Tisztázta, hogy az ún. „hegyi” v. „magassági” betegségben az oxigén részleges koncentrációjának csökkenése okozza a vörös vérsejtek szaporulatát, ami oxigéntömlővel elhárítható.
Megállapította, hogy a leukémia gyógyítására a benzol hatásos szer. 
Az öregedés lényegére vonatkozó megállapításai még jelenleg is időszerűek.
Fontos vizsgálatokat végzett a fertőző betegségek gyógyítására vonatkozóan, így a tuberkulózis kérdésében is.
Igen jelentősek szemléleti művei, minden misztikum és szektarianizmus, így a „neohippokratizmusnak” nevezett irányzat és az újfajta homeopátia, ill. az ún. „természetes gyógymód” ellen is határozott állást foglalt. A szigorú kauzalitás híve volt. 
Szociális felfogását jellemzi, hogy a tuberkulózis nagy megbetegedési arányszámát a lakosság akkori rossz életviszonyaival magyarázta.
Számos bel- és külföldi folyóiratban publikált. A központi idegrendszer típicus diagnosztikája és Az ideggyógyászat alapvonalai című tankönyvek szerzője; a Bókay, Kétli és Korányi F. szerkesztésében megjelenő Belgyógyászat kézikönyvének, a Magyar Orvosi Archivumnak, az Orvosi Hetilapnak és A Pallas nagy lexikonának munkatársa.

## Főbb művei
- Vizsgálatok a vizeletelválasztó rendszer működésére vonatkozóan ép és kóros viszonyok között (Magy. Orv. Archívum, 1894)
- Beiträge zur Theorie und Therapie der Niereninsuffizienz (Berliner klinische Wochenschrift, 1899)
- Die wissenschaftlichen Grundlagen der Kryoskopie in ihrer klinischen Anwendung (Berlin, 1904)
- Physikalische Chemie und Medizin (Richter P. F. társszerzővel, I–II. Leipzig, 1907–08)
- Belorvostani előadások (Budapest, 1911)
- A leukaemia kezelése benzollal (Orv. Hetit. 1912)
- Functionelle Pathologie und Therapie der Nierenkrankheiten (Berlin, 1929; ua. magyarul: Budapest, 1930)
- Élettan és orvosi tudomány (Orvosképzés, 1932)
- Az öregedésről (Orvosképzés, 1937).

## Tagságai
A lyoni, a boroszlói, a szegedi és a pécsi egyetem doktora, a Leopoldina Német Természettudományos Akadémia tiszteletbeli tagja. 1935-től az MTA tiszteleti, majd 1937-től igazgató tagja.